# Salwa Bakr
Salwa Bakr (arabiska سلوى بكر), född 1949 i Mataria i Kairo, är en egyptisk författare och journalist.

## Biografi
Bakr är dotter till en järnvägsarbetare. Fadern dog tidigt, och hon uppfostrades av sin outbildade, fattiga mor, vilket påverkade henne till att skriva om de fattiga och marginaliserade i samhället, ofta om kvinnor. Hon tog examen i ekonomi vid Ain Shams-universitetet i Kairo 1972 och ytterligare en i litteraturvetenskap 1976, varefter hon började arbeta som journalist. Hon bodde därefter länge på Cypern med sin make, där hon var filmkritiker på ett flertal arabiskspråkiga tidningar, men 1986 återvände hon till Egypten för att ägna sig helt åt skrivandet. Hon är numera bosatt i Kairo med sin make och två barn.

## Författarskap
Bakr började skriva skönlitterärt i mitten på 1970-talet och slog igenom med sin första novellsamling Zinat fi Janasat ar-Ra'is ("Zinat vid presidentens begravning", 1986), som hon gav ut på egen hand. I denna och i den efterföljande An il-Ruh al-lati Suriqat Tadrijiyyan ("Om själen som gradvis blev stulen", 1989) skildrar hon på ett språk mitt emellan standardarabiska och dialekt kvinnliga känslor och deras materiella villkor i livet. Flera av hennes verk är översatta till engelska, däribland novellsamlingen The Wiles of Men (1993) och romanen Al-'Araba al Dhahabiyya La Tas'ad Ila al-Sama' (The Golden Chariot, 1995). Den sistnämnda utspelar sig i ett kvinnofängelse, där en av internerna drömmer om att en gyllene triumfvagn ska komma och föra henne och hennes vänner till himlen. Skildringen av de ibland psykiskt sjuka fångarna speglar i miniatyr ett samhälle som enligt författaren har tappat fotfästet. I romanen använder hon sig av en cirkulär berättarteknik med många utvikningar, som för tankarna till Tusen och en natt. Boken blev en framgång både i hemlandet och internationellt.
Bakr säger sig vara influerad av Anton Tjechov, Miguel Cervantes och Isabel Allende i sitt författarskap.